# Odivelas (Ferreira do Alentejo)
Odivelas es una freguesia portuguesa del concelho de Ferreira do Alentejo, en el distrito de Beja, con 110,05 km² de superficie y 542 habitantes (2011). Su densidad de población es de 4,9 hab/km².
Odivelas formó parte del concelho de Torrão hasta su extinción en 1849, pasando entonces durante unos años al de Alvito, hasta su definitiva integración en Ferreira. En su patrimonio destaca la iglesia parroquial de San Esteban. 
En el territorio de la freguesia y sobre el arroyo que lleva su nombre se construyó el embalse de Odivelas, que entró en funcionamiento en 1972, con una capacidad de 96 hm³ y destinado al regadío.